# Chiesa di San Salvatore a Galliano
La chiesa di San Salvatore a Galliano era un edificio religioso situato nel territorio comunale di Campagnatico. La sua ubicazione era presso la località rurale di Case Gagliani, a sud-est del centro di Campagnatico e ad est della Pieve Vecchia, non lontano dalla sponda destra del fiume Ombrone, nel luogo in cui attualmente sorge un complesso rurale.

## Storia
Di origini altomedievali, la chiesa è citata in una serie di documenti risalenti al X secolo, epoca in cui risultava alle dipendenze dell'abbazia di San Salvatore al Monte Amiata, presso Abbadia San Salvatore. L'edificio religioso, intitolato anch'esso a San Salvatore in memoria dell'abbazia a cui apparteneva, è citato anche in documenti di epoche successive. La piena funzionalità del luogo di culto si è protratta almeno fino a quasi tutto il periodo medievale, risultando ancora presente alla fine del XII secolo e nel corso del Duecento. Non risulta ancora chiara l'epoca in cui la chiesa venne abbandonata o dismessa, potendo ipotizzarsi soltanto un intervallo temporale tra il tardo Medioevo e gli inizi del periodo rinascimentale. In seguito al suo abbandono, l'edificio religioso andò incontro ad un lento ma inarrestabile degrado che lo ha portato fino alla sua definitiva scomparsa.

## Stato attuale
Della chiesa di San Salvatore a Galliano sono state perse completamente tutte le tracce, anche se risulta facilmente identificabile il luogo in cui sorgeva grazie al toponimo e ai numerosi documenti storici, tra i quali anche alcune mappe.